# Мари (вилает)
Марий (на туркменски: Mary welaýaty, Мары велаяты) е един от 5-те вилаета (провинция) в Туркменистан. Площ 87 150 km² (4-то място по големина в Туркменистан, 17,74% от нейната площ). Население на 1 януари 2005 г. 1 480 400 души (1-во място по население в Туркменистан, 22,6% от нейното население). Административен център град Мари. Разстояние от Ашхабад до Мари 374 km.

## Историческа справка
Най-старият град във вилаета е Мари основан през 1884 г. под името Мерв (от 1937 г. Мари). По време на съветската власт за градове са признати още 3 селища: 1931 г. Байрамали, 1939 г. Йольотан и 1967 г. Кушка (сега Серхетабад). Останалите 4 града във вилаета са утвърдени за такива след признаване на независимостта на Туркменистан през 1991 г. Бившата Марейска област е образувана на 21 ноември 1939 г., а на 10 януари 1963 г. е закрита и районите ѝ са прехвърлени на централно републиканско подчинение. На 14 декември 1970 г. Марийска област е възстановена, а на 14 декември 1992 г. е преименувана на Марийски вилает с административен център град Мари.

## Географска характеристика
Марийски вилает заема южната част на Туркменистан. На югоизток и юг граничи с Афганистан, на запад – с Ахалски вилает, а на североизток – с Лебапски вилает. В тези си граници заемат площ от 87 150 km² (4-то място по големина в Туркменистан, 17,74% от нейната площ). Дължина от север на юг 500 km, ширина от запад на изток до 300 km.
Вилаетът се намира предимно в югоизточната част на Туранската низина, в пределите на пустинята Каракум. Повърхнината му е хълмиста, слабо наклонена на север равнина. В северната част е разположено падинообразното понижение Унгуз, покрито с такири и солончаци (шори), а на юг от него е пустинята Централен Каракум с височина около 150 m. Между реките Амударя и Мургаб е разположена пустинята Югоизточен Каракум (височина над 300 m), а южно от нея се простират възвишенията Бадхиз (до 651 m) и Карабил (връх Дадеранли 984 m (36°12′29″ с. ш. 63°39′54″ и. д. / 36.208056° с. ш. 63.665° и. д.), крайни северни части от планинската система на Паропамиз.
Климатът е рязко континентален, с продължително, горещо и сухо лято и умерено студена зима. Средна юлска температура от 28 °C на юг и югоизток до 32 °C нв централните пустинни части, средна януарска от -2 °C на север до 4 °C на югоизток. Годишна сума на валежите 100 – 300 mm с максимум през пролетта. Продължителността на вегетационния период (минимална денонощна температура 5 °C) е 240 – 250 денонощия .
Най-голямата река във вилаета е Мургаб, водеща началото си от планините на Афганистан и губеща се в пясъците на Каракум северно от град Мари. Нейни основни притоци са Кашан и Кушка (леви), също извиращи от Афганистан. На река Мургаб са изградени три големи водохранилища (Ташкепринско, Саръязинско и Колхозбентско), служещи за регулиране на оттока ѝ. От изток на запад територията на вилаета се пресича от най-големия в света напоителен канал Каракумския (във вилаета се намира неговата средна част).
Преобладават пясъчно-пустинните и сиви почви с участъци от незакрепени пясъци. В оазисите са развити алувиално-ливадни, на места засолени почви. По речните тераси и в делтата на Мургаб са разпространени такировидни почви, по подножията на възвишенията Бадхиз и Карабил – светлосиви почви, а в сухата долина Унгуз и по дъната на котловините – солончаци. Най-характерната растителност във вилаета е пустинната – дървета (бял и черен саксаул), храсти и полухрасти (пясъчна акация, астрагал, кандим и др.), житни треви, ефемери и ефемероиди (илак, луковична метличина и др.). По такирите се срещат синьозелени водорасли и лишеи, а във възвишенията Бадхиз и Карабил – тревисто-осикова растителност. По долината на Мургаб има малки галерийни гори (топола, ива, тръстика и др.). Животинският свят е представен от антилопи джейран и сайга, вълк, пустинна лисица, чакал, гепард (по долината на Мургаб), архар, кулан, бодливец, леопард (последните четири в Бадхизкия резерват). Има множество видове гризачи (лалугер, пустинна мишка, пясъчник), птици – саксаулна сойка, пустинарка и др., влечуги (змии, гущери, костенурки), паякообразни (фаланга, каракурт).

## Население
На 1 януари 2005 г. населението на Марийския вилает е наброявало 1 480 400 души (1-во място по население в Туркменистан, 22,6% от нейното население). Гъстота 16,99 души/km².

## Административно-териториално деление
В административно-териториално отношение Марийски вилает се поделя на 11 етрапа (района), 8 града, в т.ч. 2 града със самоуправление и 6 града с районно подчинение и 14 селища от градски тип:
- Байрамалийски етрап, районен център село Мекан
- Векилбазарски етрап, р.ц. сгт Молланепес (бивш Полторацки)
- Йольотонски етрап (бивш Иолотонски район), р.ц. град Йольотан (бивш Иолотан)
- Каракумски етрап, р.ц. села Ягтиел
- Марийски етрап, р.ц. село Сапурмурат Туркменбаши
- Мургапски етрап (бивш Мургабски район), р.ц. град Мургап (бивш Мургаб)
- Огузхански етрап, р.ц. сгт Парахат
- Сакарчагински етрап, р.ц. град Сакарчага
- Серхетабадски етрап (бивш Кушкински район), р.ц. град Серхетабад (бивш Кушка)
- Тагтабазарски етрап (бивш Тахтабазарски район), р.ц. сгт Тахтабазар
- Туркменкалински етрап, р.ц. град Туркменкала
- Байрамали (град)
- Мари (град)